# Obergesteln
Obergesteln (walsertyska: Geschle/Obergeschle) är en ort i kommunen Obergoms i kantonen Valais, Schweiz. Orten var före den 1 januari 2009 en egen kommun, men slogs då samman med kommunerna Oberwald och Ulrichen till den nya kommunen Obergoms.